# 東高地省
東部高地省（Eastern Highlands）是巴布亞紐幾內亞的高地省份之一，省會位於戈羅卡（高地大區）。東高地省面積11,200平方公里，人口432,972（2000年人口調查）。